# Isolepis inundata
Isolepis inundata är en halvgräsart som beskrevs av Robert Brown. Isolepis inundata ingår i släktet borstsävssläktet, och familjen halvgräs. Inga underarter finns listade i Catalogue of Life.

## Bildgalleri

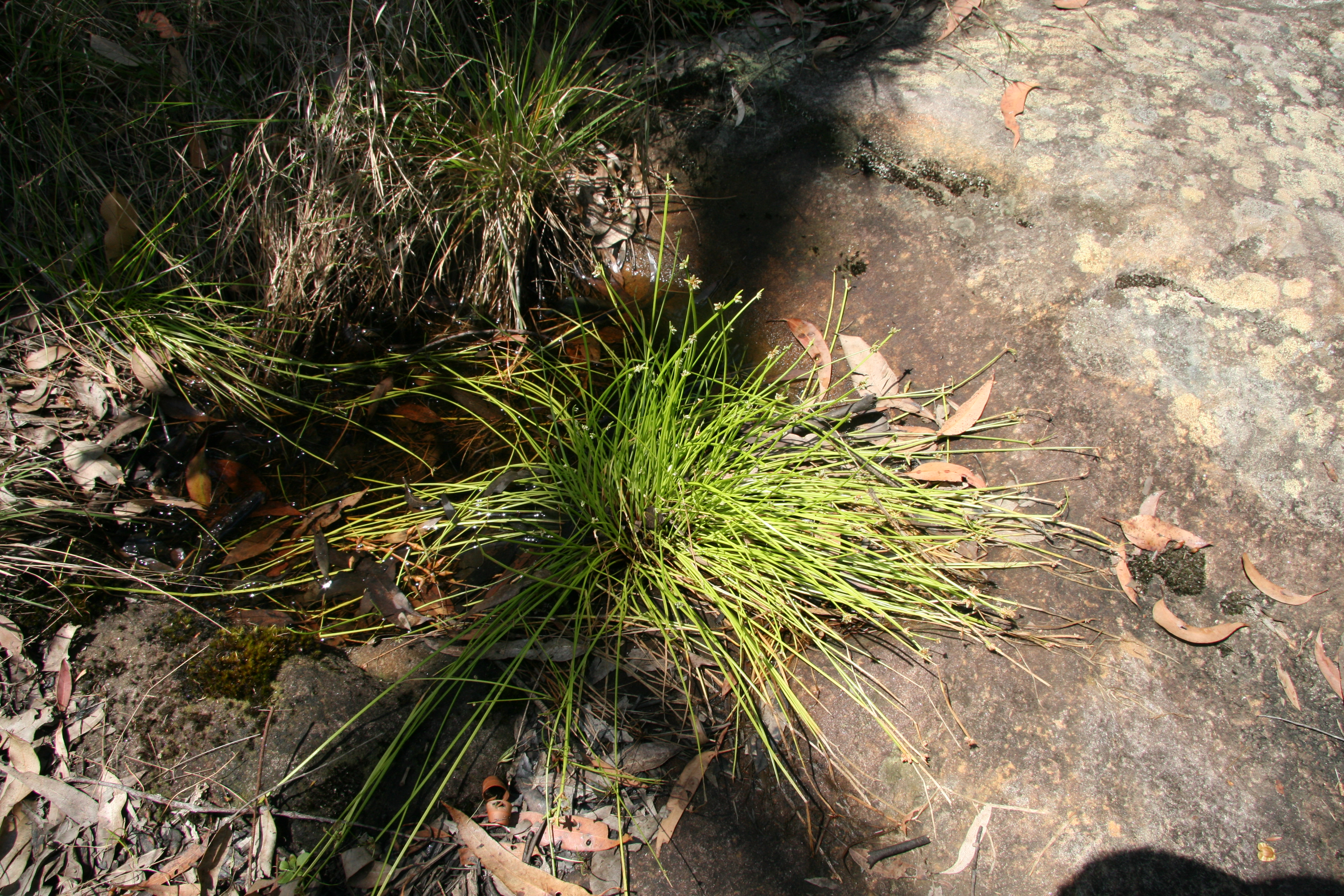